# Woël
Woël (1801 noch mit der Schreibweise Woel) ist eine französische Gemeinde mit 208 Einwohnern (Stand: 1. Januar 2022) im Département Meuse in der Region Grand Est (bis 2015: Lothringen). Sie gehört zum Arrondissement Verdun und zum Gemeindeverband Territoire de Fresnes-en-Woëvre.

## Geografie
Die Gemeinde Woël liegt etwa 30 Kilometer südöstlich von Verdun in der Landschaft Woëvre am Fluss Seigneulle. Umgeben wird Woël von den Nachbargemeinden Les Grandes-Loges im Nordosten, Juvigny im Südosten, Aulnay-sur-Marne im Süden sowie Aigny im Westen und Nordwesten.
Durch Woël führt die frühere Route nationale 404.

## Bevölkerungsentwicklung
| Jahr      | 1962 | 1968 | 1975 | 1982 | 1990 | 1999 | 2006 | 2013 | 2022 |
| Einwohner | 300  | 273  | 241  | 222  | 183  | 208  | 184  | 192  | 208  |

Im Jahr 1851 wurde mit 761 Bewohnern die bisher höchste Einwohnerzahl ermittelt. Die Zahlen basieren auf den Daten von cassini.ehess und INSEE.

## Sehenswürdigkeiten
Die Pfarrkirche Saint-Gorgon ist eine Hallenkirche mit kurzem Schiff. Am westlichen Ende des Kirchenschiffs erhebt sich ein massiver, an eine Wehrkirche erinnernder Glockenturm. Der Turm ist der Rest des aus dem 12. Jahrhundert stammenden Vorgängerbau der Kirche. Auch Teile des Mittelganges im Schiff stammen noch aus dieser Periode. In den folgenden Jahrhunderten erfuhr die Kirche zahlreiche bauliche Veränderungen. Der Chor wurde 1496 errichtet, eine Seitenkapelle 1502. Im 16. Jahrhundert wurde der Chor umgebaut und 1714 erneut rekonstruiert.
Seit Juli 1914 ist die Kirche Saint-Gorgon als Monument historique klassifiziert.
Im Ersten Weltkrieg wurde die Kirche beschädigt und von 1927 bis 1932 repartiert. Nach Schäden im Zweiten Weltkrieg musste sie in den 1950er Jahren wieder restauriert werden.

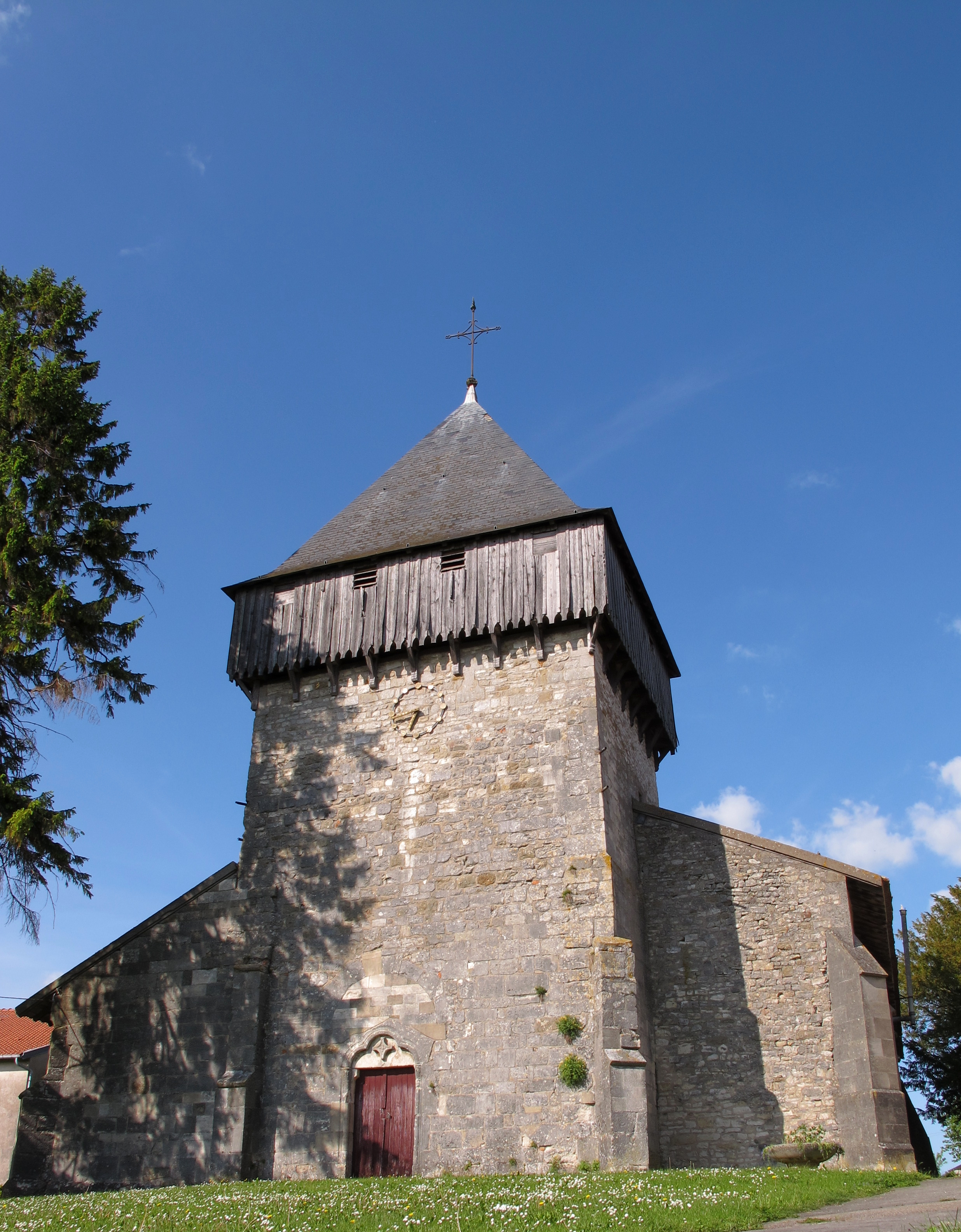
Turm der Kirche Saint-Gorgon

## Wirtschaft und Infrastruktur
In der Gemeinde sind neun Landwirtschaftsbetriebe ansässig (Getreide- und Obstanbau, Milchwirtschaft, Rinderzucht).
Durch Woël führt die Fernstraße D 904 von Verdun nach Toul. 15 Kilometer nordwestlich von Woël besteht nahe Ville-en-Woëvre ein Anschluss an die Autoroute A 4 von Paris nach Straßburg.

## Belege
1. ↑  Ortsname auf cassini.ehess.fr
2. ↑  Woël auf cassini.ehess
3. ↑  Woël auf INSEE
4. ↑  Eglise St-Gorgon in der Base Mérimée des französischen Kulturministeriums (französisch)
5. ↑  Landwirtschaftsbetriebe auf annuaire-mairie.fr (französisch)